# 門脇誠一郎
門脇 誠一郎（かどわき せいいちろう　1886年（明治19年） - 1947年（昭和22年）2月11日）は、日本の柔道家、教育者。維新政府の教部大丞門脇重綾は母方の祖父。

## 経歴
鳥取県西伯郡渡村(現・境港市渡町)に父・直衛、母・ゆきの長男として生まれた。生家は米屋を営み繁盛していたが、誠一郎が生まれた頃より家運が少しずつ傾きはじめ、小学校に入学する頃には使用人もすっかり居なくなってしまった。このためよく家業の手伝いをさせられ、米俵を担いで配達して廻ったという。米屋に失敗した父直衛は渡紱緞工場をはじめたが、これも成功せず一家を挙げて米子の灘町に居を移した。
1903年鳥取県立第二中学校(現米子東高校)に入学したが家庭の事情で三年で退学､柔道を志して上京する。講道館に入り嘉納治五郎の書生をしながら厳しい修行生活を送る。やがて頭角をあらわし三船久蔵、徳三宝とともに｢講道館の三羽烏｣とよばれた。
1915年稽古中に致命的な怪我をし、嘉納師範の勧めにしたがい米子に帰郷する。後進の指導に情熱を注ぐため灘町の吉祥院の近くに道場を借り少年達に柔道を教えていたが、米中と警察に柔道教師の職を得て、県柔道大会で個人優勝を飾ってから以後連続して団体優勝、1928年東京高師主催の全国大会では国体優勝と個人優勝の二冠を飾り全国制覇を成し遂げ、米中柔道部の黄金時代を築いた。
1947年胃潰瘍の悪化のため死去。62歳。戒名は誠毅院大洞蒼龍居士。墓碑は米子市寺町の瑞仙寺山門の内側に門弟一同が建碑して今も香華が絶えない。

## 年譜
- 1886年:鳥取県西伯郡渡村(現境港市渡町)に生まれる
- 1903年:鳥取県立第二中学校(現・鳥取県立米子東高等学校)入学
- 1905年:同校退学
- 1906年:講道館入門
- 1907年:講道館初段に進む
- 1908年:講道館二段に進む
- 1909年:東京高等師範学校柔道助教並びに同校附属中学校柔道教師拝命。早稲田中学校柔道教師拝命
- 1910年:講道館三段に進む。警視庁武道師範拝命
- 1911年:陸軍経理学校柔道教師拝命
- 1912年:日本体育学校柔道教師拝命
- 1914年:講道館四段に進む
- 1924年:講道館五段に進む
- 1932年:講道館六段に進む
- 1937年:大日本武徳会総裁より教士號を賜る
- 1939年:講道館七段に進む
- 1947年:死去　墓所は米子市寺町の瑞仙寺

## その他
- 趣味は書画、刀剣等。

- 大変な酒豪であり武勇伝が数多く伝えられている。ある日酒に酔って両国橋を渡っていると、向こう側より仲仕たちが傍若無人に橋一杯になって渡って来るのに出会い、橋の中央で道を譲れ譲らぬで喧嘩となり橋の上はたちまち修羅場と化した。しかしそれも束の間彼は仲仕たちを一人残らず川の中に投げ込んでしまったという。又、当時相撲界の重鎮と呼ばれていた玉椿と公開試合を行い、見事に勝利をおさめ｢講道館に門脇あり｣と東京の耳目を一身にあつめたとされる。
- このような事がいくつか重なったことから蛮勇や他流試合を禁じている嘉納師範はたまりかね門脇を呼び、｢いま柔道は国技として世界に広められ講道館は日本武道の総本山になろうとしている。それだけに柔道を志すものは真の武士、紳士でなければならぬ時である。蛮勇や無益の腕、無益の殺生は慎まねばならぬ｣（『実録柔道三国史』）と破門を言い渡されている(半年後には許された)。

## 家族親族
- 父：門脇直衛
- 母：ゆき（神官門脇重綾娘）
- 長男：正紘

## 系譜
門脇家
渡村日御崎神社の神官門脇家の祖・16世幸高は尼子経久の家臣として戦功を挙げた。17世高政は尼子氏滅亡後大根島入江に移住した。18世重高は元亀2年（1571年）渡村に移住し、江島祇園社と篠津村十羅刹女神社の神官として奉仕した。（『渡村門脇家系譜』）
```
幸高━━高政━━重高･･･<略>･･･重郷━━重綾━━重雄

```

```
彦五郎━直衛
　　　　┣━━誠一郎
重綾━ゆき　　　┣━━正紘　
　　　　　　   綾子　　┣━━俊博
　　　　　　　　　　　周子

```

## 関連
- 嘉納治五郎
- 門脇重雄